# Myroslav Slaboshpytskyi
Myroslav Myjáilovych Slaboshpytskyi (en ucraniano: Миросла́в Миха́йлович Слабошпи́цький, nacido en Kiev el 17 de octubre de 1974) es un director de cine ucraniano.

## Biografía
Slaboshpytskyi es hijo del escritor y crítico literario ucraniano Mykhailo Slaboshpytskyi. Hasta 1982 vivió en Lviv.
Slaboshpytskyi Estudió en la Universidad Nacional de Teatro, Cine y TV en Kiev, se licenció en Dirección de Cine y Televisión. Ha trabajado como reportero y escrito guiones para cine y televisión. A principios de la década de 1990 trabajó en los Estudios Cinematográficos Dovzhenko.
Desde 2000 es miembro de la Asociación Ucraniana de Cinematógrafos. Fue Vicepresidente de la Asociación de Jóvenes Cineastas de Ucrania.
En 2002, debido a un conflicto con la jefa del Servicio Estatal de Cinematografía, Anna Chmil, se marchó a Rusia, a San Petersburgo, donde empezó a trabajar como guionista y segundo director en varios proyectos[2]. Trabajó en el estudio cinematográfico Lenfilm de San Petersburgo, en particular en la serie Detachment, con Igor Lifanov y otros.
En 2014, Slaboshpytskyi irrumpió en escena con su película «La tribu», estrenada en el Festival de Cannes. La película está rodada íntegramente en lengua de signos ucraniana, sin subtítulos. Ganó el Gran Premio Nespresso, así como el France 4 Visionary Award y el Gan Foundation Support for Distribution Award en la sección Semana de la Crítica del Festival de Cannes de 2014.
El 24 de octubre de 2018 se anunció que Slaboshpytskyi dirigiría la película Tiger, basada en el libro de no ficción de 2010 de John Vaillant. Focus adquirió el libro en 2010 y en un momento el proyecto fue visto como un vehículo potencial de actuación para Brad Pitt y un trabajo de dirección para Darren Aronofsky. Al final, los dos han decidido quedarse como productores y permitir que Slaboshpystskyi intervenga para dirigir.

## Filmografía
| Año  | Título                          | Director | Guionista | Productor | Notas |
| ---- | ------------------------------- | -------- | --------- | --------- | --- |
| 2006 | El Incidente (Жах)              | Sí       | No        | Sí        | Short film; también diseñador de decorados                                                                      |
| 2009 | Diagnóstico (Діагноз)           | Sí       | Sí        | Sí        | Short film; también montador de cine                                                                            |
| 2010 | Sordera (Глухота)               | Sí       | Sí        | No        | Cortometraje; posteriormente incluido en la película antológica Gilipollas y arabescos (Мудаки. Арабески, 2011) |
| 2012 | Basura Nuclear (Ядерні відходи) | Sí       | Sí        | No        | Cortometraje; posteriormente incluido en la película antológica Ucrania, ¡adiós! (Україно, goodbye!, 2012)      |
| 2014 | La Tribu (Плем'я)               | Sí       | Sí        | No        | Debut como director de largometrajes                                                                            |
| TBA  | El tigre                        | Sí       | No        | No        | Preproduction                                                                                                   |

### Como actor
- 1995 : The Guard (Сторож, Cortometraje)
- 1999 : Поет та княжна

## Datos de interés
Slaboshpytskyi era amigo íntimo del escritor moderno ucraniano Oles Ulianenko, ya fallecido.